# Brug 718
Brug 718 is een bouwkundig kunstwerk in Amsterdam Nieuw-West.
Toen de gemeente Amsterdam hier in de jaren vijftig het stratenplan ontwikkelde, was er van een Cornelis Lelylaan op een dijklichaam nog geen sprake. Getuige een foto uit september 1959, sloot de Hemsterhuisstraat vanuit het noorden middels een dam (vermoedelijk met duiker voor doorstroming) over een gracht gelijkvloers aan op de Lelylaan. Via een knik in de weg werd ook de Louis Bouwmeesterstraaten vanuit het zuiden met de Lelylaan verbonden. Dat traject werd ook gebruikt door buslijn 23. Wanneer de Lelylaan een aantal jaren later opgehoogd is (ze wordt als zodanig geopend in 1962), is de situatie totaal anders. De gelijkvloerse kruising is een ongelijkvloerse kruising geworden en de knik is uit de weg gehaald. De ongelijkvloerse kruising wordt mogelijk gemaakt door brug 717. De dam is vervangen door een duikerbrug en het de ruimte van het voorheen gelijkvloers liggende deel van de Lelylaan werd gebruikt als oprit tussen de Hemsterhuisstraat en Lelylaan, die dus enigszins moet klimmen.
Beide kunstwerken (brug 717 en 718) zijn ontworpen door Dirk Sterenberg van de Dienst der Publieke Werken. Het zijn twee totaal verschillende bouwwerken. Daar waar brug 717 over een brede onderdoorgang voert, ligt brug 718 juist over een smalle doorvaart (karakteristiek van een duikerbrug). De afwateringstocht waar zij overheen voert en die ten noorden van de Cornelis Lelylaan ligt, is niet geschikt voor scheepvaart of het moet met kano of kajak gebeuren. Die onmogelijkheid wordt ook veroorzaakt door de even verderop liggende brug 720; eveneens een smalle duikerbrug. De brug 718 gaat in een haakse hoek over de gracht, waarbij het origineel plan was dat de walkanten in twee hoeken van 45 graden gezet zouden worden. Sterenberg ontwierp voor die hoek een aantal bankjes voor een soort terras over die afsnijding. Ze werd echter aangelegd in de haakse hoek, waardoor er geen plaats was voor Sterenbergs bankjes. De borstweringen zijn opgevuld met basaltpuinsteen.
Direct ten noordoosten van de brug staat de in het oog springende torenflat Hemsterhuisstraat 145-241, jarenlang het hoogste gebouw in deze buurt.
<<< · 700 · 701 · 702 · 703 · 704 · 705 · 706 · 707 · 708 · 709 · 710 · 711 · 712 · 713 · 714 · 715 · 716 · 717 · 718 · 719 · 720 · 721 · 722 · 725 · 726 · 729 · 730-738 · 739 · 740 · 741 · 742 · 743 · 744 · 745 · 746 · 747 · 748 · 749 · 751 · 752 · 753 · 754 · 755 · 756 · 757 · 758 · 759 · 760 · 761 · 762 · 763 · 764 · 765 · 766 · 767 · 768 · 769 · 770 · 771 · 772 · 773 · 775 · 776 · 777 · 778 · 779 · 780 · 781 · 782 · 783 · 784 · 786 · 787 · 788 · 789 · 790 · 791 · 792 · 793 · 794 · 795 · 797 · >>>
Brugnummers  723, 724, 727, 728, 750, 774, 785, 796 (niet gerealiseerde brug over de Slotervaart), 798 en 799 zijn niet vergeven.